# Marjaana Kella
Marjaana Kella, född 6 maj 1961 i Orimattila, är en finländsk fotokonstnär.
Kella studerade vid Fria konstskolan 1985–1986 och vid Konstindustriella högskolan 1987–1993 (magisterexamen i fotokonst). Hon har deltagit i utställningar sedan 1989.
Kella har blivit känd för sina fotografier av hypnotiserade modeller (Hypnosis) från 1997–2001. I en tidigare porträttserie (Reversed) från 1996–1997 avbildade hon sina modeller sedda bakifrån, samtidigt närvarande, men ändå frånvarande. På en utställning 2003 visade hon en serie monokroma fotografier i vilka hon fortsatt att undersöka fotots möjligheter att uppnå det verkliga, eller åtminstone avslöja dess illusoriska relation till verkligheten. Hon har bland annat ställt ut på Finlands fotografiska museum.
Kella har undervisat bland annat vid Konstindustriella högskolan och Bildkonstakademin.